# Protonebula uniformis
Protonebula uniformis är en fjärilsart som beskrevs av Louis Beethoven Prout 1939. Protonebula uniformis ingår i släktet Protonebula och familjen mätare. Inga underarter finns listade i Catalogue of Life.